# Koloman Bedeković

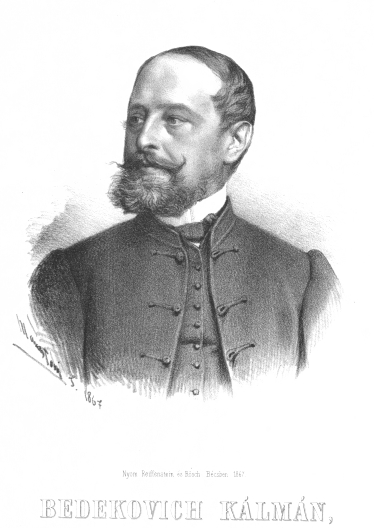
Koloman Bedeković

Koloman Bedeković von Komor (kroatisch Koloman Bedeković Komorski, ungarisch komori Bedekovich Kálmán, * 13. Oktober 1818 in Jalžabet, Komitat Warasdin; † 10. August 1889 in Hinterbrühl) war ein kroatischer Politiker, Ban von Kroatien und Slawonien (1871/72) und Minister für Kroatien-Slawonien-Dalmatien (1868–1871 und 1876–1889).

## Leben
Nach Besuch der Schule in Nagykanizsa studierte Bedeković Philosophie in Pécs und Jura in Győr. Von 1839 bis 1842 war er Gerichtsschreiber der Ungarischen Hofkanzlei und war danach bis 1845 Beisitzer des Zagreber Tafelgerichts. Von 1845 bis 1848 war Bedeković Gesandter des Komitats Agram und floh während der Ungarischen Revolution 1848/49 nach Ungarn. In der Folgezeit befürwortete er die Union Kroatiens mit Ungarn und wurde nach dem Ungarisch-Kroatischen Ausgleich (1868) als erster zum Minister für Kroatien-Slawonien-Dalmatien ernannt. Dieses Amt behielt er bis 1889 inne, unterbrochen von einer zweijährigen Amtszeit als Ban von Kroatien und Slawonien.